# Кенхи (село)
Кенхи (чечен. Кенхи — «белая вода»), Кванхи (авар. Кванхи) — аварское село в Шаройском районе Чеченской Республики. Административный центр Кенхинского сельского поселения.

## Этимология
Название села происходит от сочетания чеченских слов «Кlайн» — белый и «Хи» — вода, река. На некоторых картах отмечался как Конхи, Куанхи.

## Географическое положение
Расположено на правом берегу реки Кенхи, в 17 км к востоку от районного центра Химой.
Ближайшие населённые пункты: на севере — село Бути, на юге — Кеди (Дагестан), на востоке — Годобери (Дагестан), на западе — Химой.

## История
В Кенхах найдены древние могильники и предметы, характерные для Аргуно-Сунженского бассейна.
Кенхи было основано в V в. н. э. шаройским тайпом чейрой. Впоследствии, живущие в Кенхах чейройцы отделились в отдельный гар (ветвь) — кенахой, а позже стали самостоятельным тайпом (родом) — кенхой. Согласно полевым материалам, Чамалалы (тухум карабали) переселились из Цумады.
Аул получил своё название от гидронима Кенхи, что в переводе означает «белая вода». Процесс проникновения Ислама из Дагестана в Чечню также сопровождался инфильтрацией дагестанцев в Шаройское ущелье, а также вовлеченность многих чеченских аулов в политическую жизнь Дагестана. В 1924 году из состава Андийского округа Дагестана Чечне были переданы населённые пункты Кенхи, Бути, Чадыри и др. В 1944 году указанные сёла возвращены в состав Дагестана, а в 1957 году вновь переданы Чечне.
Ныне является самым крупным населённым пунктом Шаройского района. Население села составляет около 420 хозяйств, расселённых в десятке хуторов, растянутых на 8 км вдоль речки Кенхи.

## Микротопонимия
Кварталы с. Кенхи:
- Анны — на юго-западной окраине села, юго-восточнее устья реки Чадыри[17]
- Бицухе — на южной окраине села; левобережье реки Кенхи[18]
- Гайдхе — западной окраине села; правобережье реки Кенхи[19]
- Етмуткатлы — на южной окраине села, в левобережье реки Кенхи[20]
- Кабардатлы — на восточной окраине села; правобережье реки Кенхи[21]
- Кататлы — на северо-западной окраине села; левобережье реки Кенхи[22]
- Рахулахле — на западной окраине села, южнее устья реки Чадыри[23]
- Хилиди — на юго-восточной окраине села, на обеих берегах реки Кенхи[24]

## Население
| 1990  | 2002  | 2010  | 2012  | 2013  | 2014  | 2015  |
| ----- | ----- | ----- | ----- | ----- | ----- | ----- |
| 1939  | ↘1331 | ↗1552 | ↗1611 | ↘1606 | ↘1571 | ↘1568 |
| 2016  | 2017  | 2018  | 2019  | 2020  | 2021  | 2023  |
| ↗1579 | ↘1572 | ↘1561 | ↘1551 | ↗1562 | ↘1366 | ↘1354 |
| 2024  |       |       |       |       |       |       |
| ↗1367 |       |       |       |       |       |       |

Национальный состав
По данным на 1886 год в ауле Конха (Куанхи) проживало 530 человек, 100 % населения чамалалы.
По данным Всероссийской переписи населения 2010 года:
| Народ  | Численность, чел. | Доля от всего населения, % |
| ------ | ----------------- | -------------------------- |
| аварцы | 1541              | 99,29 %                    |
| другие | 11                | 0,71 %                     |
| всего  | 1552              | 100,00 %                   |

## Образование
- Кенхинская муниципальная средняя общеобразовательная школа № 1[41].
- Кенхинская муниципальная средняя общеобразовательная школа № 2[42].
- Кенхинская муниципальная средняя общеобразовательная школа № 3[43].

## Улицы
| - Улица А. А. Кадырова, - Улица Гагарина, - Улица Горная, - Улица Дагестанская, - Улица Заречная, - Площадь им. Ветеранов ВОВ Магомадова Абдулы, - Улица им. Имама Шамиля, \| valign="top" \| - Улица Мира, - Улица Московская, - Улица Окружная, - Улица Подгорная, - Улица Советская, - Улица Центральная, - Улица Школьная. |